# APS-C

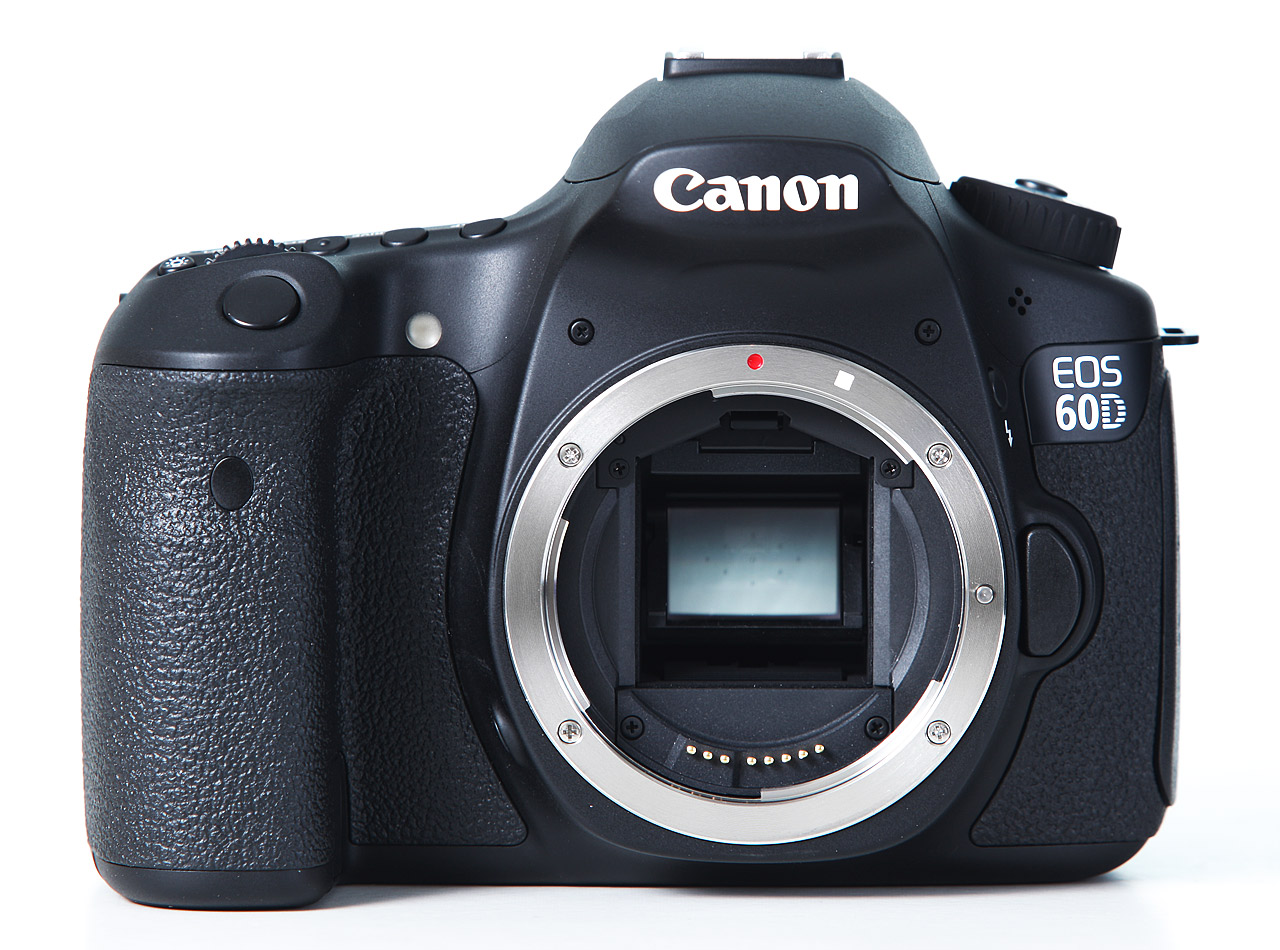
Canon EOS 60D, um exemplo de câmera com sensor APS-C

Advanced Photo System type-C (APS-C) é um formato de sensor de imagem digital de tamanho aproximadamente equivalente ao Advanced Photo System em formato "C" (classic), negativo de 25.1×16.7 mm. Ele também corresponde em tamanho ao Super 35. Este formato é ligeiramente menor do que filmes de 35 mm. 
Sensores maiores conseguem captar mais luz, produzindo imagens de melhor qualidade, mas o custo de produção também cresce. Em função disso os fabricantes lançaram sensores menores. O full-frame é equivalente ao filme de 35 mm e, os APS-C variam um pouco de fabricante para fabricante.
Com a popularização do formato APS-C muitos fabricantes de lentes passaram a produzir lentes específicas para este formato. Essas lentes tem em geral menor custo e não servem para câmeras com sensor fullframe.

## Fator de Corte e APS-H
O mais comum para referir-se ao tamanho dos sensores é usar um fator relativo ao do sensor full-frame. Esse fator é chamado "fator de corte" do sensor. A maioria das câmeras com sensor APS-C tem fator de corte em torno de 1,5, como nas Nikon, a 1,6, como nas Canon. Alguns modelos de Canon foram feitos com sensores com fator de corte 1,3, chamados APS-H. Então, o fator de corte (às vezes referido como um "multiplicador de comprimento focal", mesmo que a distância focal real seja a mesma) pode ser usado para calcular o campo de visão em termos de 35 mm a partir da distância focal real. As razões de multiplicador mais comuns:
- 1.7× — Sigma DP1, Sigma DP2, Sigma SD15, Sigma SD14, Sigma SD10, Sigma SD9, Canon EOS DCS 3
- 1.62× — Canon EOS 7D, 7D Mark II, 50D, 60D, 70D, 80D, 550D (T2i), 600D (T3i/X5), 650D (T4i/X6i), 700D (T5i/X7i), 750D (T6i/X8i), 760D (T6s/8000D), 1100D (T3/X50), 1200D (T5/X70), 1300D (T6/X80); Canon EOS M, M2 (apenas na Asia), M3
- 1.56× — Nikon D3100
- 1.55× - Sony Alpha 58, Nikon D3200
- 1.54× — Pentax K20D, Samsung NX5, Samsung NX10, Samsung NX11, Samsung NX100, Sony NEX-5
- 1.53× — Pentax K-3, K-S1, K-S2, K-5 II†, K-5†, K10D†, K200D†, Ricoh GR, Nikon D3300, Nikon D5300, Nikon D5500, Nikon Coolpix A, Sony NEX-7,† Sony NEX-6, Sony α6000†, Sony α6300, Sony Alpha 77, Sony Alpha 77 II, Sony Alpha 65, Sony Alpha 57, Sony Alpha 37, Sony Alpha 580, Sony Alpha 500, all Samsung NX except NX5, NX10, NX11, NX100
- 1.52× — Todas cameras  Nikon DX DSLR exceto a D3100, D3200, D3300, D5300, and D5500; Pentax K-30, K-01, K-50, K-500; Sony Alpha 100; Sigma SD1, Sigma SD1 Merrill, Sigma DP1 Merrill, Sigma DP2 Merrill
- 1.3× — Canon EOS-1D Mark IV, 1D Mark III, 1D Mark II (and Mark II N), EOS-1D, Kodak DCS 460, DCS 560, DCS 660, DCS 760, Leica M8, M8.2

Desenho mostrando o tamanho relativo dos sensores usados nas câmeras digitais mais comuns.